# Rubén Valdez Mayorga
Rubén Váldez Mayorga (Arequipa, 15 de mayo de 1923 — Miami, 5 de junio de 2008) fue un tirador olímpico peruano, que compitió en los Juegos Olímpico de Melbourne de 1956 y 1960.

## Biografía
Rubén Váldez acabó segundo en los Jugos Panamericanos de 1951 en la prueba de equipo de rifle en posición tendido de 50 metros (con Enrique Baldwin, Guillermo Baldwin, Elías Benavides y Julio Poggi), y tercero en la prueba de rifle en 3 posiciones de 50 metros (con Enrique Baldwin, Luis Albornoz, Guillermo Baldwin y Luis Mantilla).
Participó en dos ocasiones en los Juegos Olímpicos en 1956 acabó en la duodécima posición de la prueba de rifle a 300 metros, mientras que en 1960 acabó en la posición 35 de la misma prueba.